# العلاقات البلجيكية اللوكسمبورغية
العلاقات البلجيكية اللوكسمبورغية هي العلاقات الثنائية التي تجمع بين بلجيكا ولوكسمبورغ.

## مقارنة بين البلدين
هذه مقارنة عامة ومرجعية للدولتين:
| وجه المقارنة                                              | بلجيكا                                                                              | لوكسمبورغ                                                     |
| --------------------------------------------------------- | ----------------------------------------------------------------------------------- | ------------------------------------------------------------- |
| المساحة (كم2)                                             | 30.53 ألف                                                                           | 2.59 ألف                                                      |
| عدد السكان (نسمة)                                         | 11.37 مليون                                                                         | 599.45 ألف                                                    |
| الكثافة السكانية (ن./كم²)                                 | 372.42                                                                              | 231.45                                                        |
| العاصمة                                                   | بروكسل                                                                              | لوكسمبورغ                                                     |
| اللغة الرسمية                                             | اللغة الهولندية، لغة فرنسية، اللغة الألمانية                                        | اللغة اللوكسمبورغية، لغة فرنسية، اللغة الألمانية              |
| العملة                                                    | يورو، فرنك بلجيكي                                                                   | يورو، فرنك لوكسمبورغ                                          |
| الناتج المحلي الإجمالي (بليون دولار)                      | 492.68 مليار                                                                        | 62.40 مليار                                                   |
| الناتج المحلي الإجمالي (تعادل القوة الشرائية) بليون دولار | 514.74 مليار                                                                        | 58.13 مليار                                                   |
| الناتج المحلي الإجمالي الاسمي للفرد دولار أمريكي          | 40.32 ألف                                                                           | 101.45 ألف                                                    |
| الناتج المحلي الإجمالي للفرد دولار أمريكي                 | 43.44 ألف                                                                           | 101.93 ألف                                                    |
| مؤشر التنمية البشرية                                      | 0.890                                                                               | 0.892                                                         |
| رمز المكالمات الدولي                                      | +32                                                                                 | +352                                                          |
| رمز الإنترنت                                              | .be                                                                                 | .lu                                                           |
| المنطقة الزمنية                                           | توقيت وسط أوروبا، ت ع م+01:00، ت ع م+02:00، توقيت وسط أوروبا الصيفي، أوروبا/بروكسل ‏ | توقيت وسط أوروبا، ت ع م+01:00، ت ع م+02:00، أوروبا/لوكسمبورج ‏ |

## مدن متوأمة
في ما يلي قائمة باتفاقيات التوأمة بين مدن بلجيكية ولوكسمبورغية:
- ترتبط لياج مع إيش سوغ ألزيت باتفاقية توأمة منذ 1955.
- ترتبط آرلون مع ديكيرش باتفاقية توأمة.
- ترتبط هوفاليز مع Niederanven [الإنجليزية]‏ باتفاقية توأمة.
- ترتبط واترلو مع ديفردانج باتفاقية توأمة.
- ترتبط Saint-Gilles, Belgium [الإنجليزية]‏ مع إيش سوغ ألزيت باتفاقية توأمة منذ 1956.

## منظمات دولية مشتركة
يشترك البلدان في عضوية مجموعة من المنظمات الدولية، منها:
| علم المنظمة | اسم المنظمة                               | تاريخ انضمام بلجيكا | تاريخ انضمام لوكسمبورغ |
| ----------- | ----------------------------------------- | ------------------- | ---------------------- |
|             | اتفاقية السماوات المفتوحة                 | ?                   | ?                      |
|             | منظمة التجارة العالمية                    | ?                   | ?                      |
|             | حلف شمال الأطلسي                          | 4 أبريل 1949        | 4 أبريل 1949           |
|             | الاتحاد الدولي للاتصالات                  | 1866                | 2 مارس 1866            |
|             | مجلس أوروبا                               | ?                   | ?                      |
|             | وكالة الفضاء الأوروبية                    | ?                   | ?                      |
|             | مجموعة أستراليا                           | 1985                | 1985                   |
|             | المنظمة الأوروبية لسلامة الملاحة الجوية   | 1960                | 1960                   |
|             | الاتحاد الأوروبي                          | 25 مارس 1957        | 25 مارس 1957           |
|             | الاتحاد البريدي العالمي                   | ?                   | ?                      |
|             | مؤسسة التنمية الدولية                     | 2 يوليو 1964        | 4 يونيو 1964           |
|             | وكالة ضمان الاستثمار متعدد الأطراف        | 18 سبتمبر 1992      | 29 أغسطس 1991          |
|             | منظمة الشرطة الجنائية الدولية             | ?                   | ?                      |
|             | البنك الإفريقي للتنمية                    | ?                   | ?                      |
|             | مجموعة الموردين النوويين                  | ?                   | ?                      |
|             | مركز تنسيق الحركة في أوروبا ‏              | ?                   | ?                      |
|             | European Air Transport Command ‏           | ?                   | ?                      |
|             | الأمم المتحدة                             | 27 ديسمبر 1945      | 24 أكتوبر 1945         |
|             | منظمة التعاون الاقتصادي والتنمية          | ?                   | ?                      |
|             | اتحاد المدفوعات الأوروبي ‏                 | ?                   | ?                      |
|             | يونسكو                                    | 29 نوفمبر 1946      | 27 أكتوبر 1947         |
|             | منظمة حظر الأسلحة الكيميائية              | ?                   | ?                      |
|             | نظام تحكم تكنولوجيا القذائف               | 1990                | 1990                   |
|             | Belgium–Luxembourg Economic Union ‏        | ?                   | ?                      |
|             | مؤسسة التمويل الدولية                     | 27 ديسمبر 1956      | 4 أكتوبر 1956          |
|             | بنك التنمية الآسيوي                       | 1966                | 2003                   |
|             | البنك الدولي للإنشاء والتعمير             | 27 ديسمبر 1945      | 27 ديسمبر 1945         |
|             | الفريق المعني برصد الأرض                  | ?                   | ?                      |
|             | بنلوكس                                    | ?                   | ?                      |
|             | الوكالة الدولية للطاقة                    | ?                   | ?                      |
|             | منظمة الأمن والتعاون في أوروبا            | 25 يونيو 1973       | 25 يونيو 1973          |
|             | المركز الدولي لتسوية المنازعات الاستشارية | 26 سبتمبر 1970      | 29 أغسطس 1970          |

## أعلام
هذه قائمة لبعض الشخصيات التي تربطها علاقات بالبلدين:
- أنتوني موريس (لاعب كرة قدم، 29 أبريل 1990[27] – )
- الدوق الأكبر هنري (16 أبريل 1955 – )
- جون الأول، دوق برابانت (1252 – 3 مايو 1294)
- غوي بلايس (لاعب كرة قدم لوكسمبورغي، 12 ديسمبر 1980[28] – )
- ماريو ميتسش (لاعب كرة قدم لوكسمبورغي، 3 سبتمبر 1984[29] – )
- هنري السابع (12 يوليو 1275 – 24 أغسطس 1313)
- يانغ الأعمى (10 أغسطس 1296[30][31] – 26 أغسطس 1346[30][31])

## وصلات خارجية
- موقع وزارة الخارجية البلجيكية
- موقع وزارة الخارجية اللوكسمبورغية